# NHL-csarnokok listája
Az alábbi lista tartalmazza a múltbeli, jelen és jövőbeli NHL csarnokokat:
| Keleti Főcsoport                                             | |                     |          |           |                     |
| Atlanti Divízió                                              | |                     |          |           |                     |
| Csapat                                                       | Csarnok | Használatban        | Férőhely | Megnyitás | Város               |
| New Jersey Devils (Colorado Rockies) (Kansas City Scouts)    | Prudential Center | 2007–máig           | 17 625   | 2007      | Newark, NJ          |
| New Jersey Devils (Colorado Rockies) (Kansas City Scouts)    | Continental Airlines Arena Brendan Byrne Arena (1981–1996)                                                                   | 1982–2007           | 19 040   | 1981      | East Rutherford, NJ |
| New Jersey Devils (Colorado Rockies) (Kansas City Scouts)    | McNichols Sports Arena | 1976–1982           | 16 061   | 1975      | Denver, CO          |
| New Jersey Devils (Colorado Rockies) (Kansas City Scouts)    | Kemper Arena | 1974–1976           | 17 647   | 1974      | Kansas City, MO     |
| New York Islanders                                           | Barclays Center | 2015–máig           | 15 795   | 2012      | Brooklyn, NY        |
| New York Islanders                                           | Nassau Veterans Memorial Coliseum                                                                                            | 1972–2015           | 16 234   | 1972      | Uniondale, NY       |
| New York Rangers                                             | Madison Square Garden IV | 1968–máig           | 18 200   | 1968      | New York City, NY   |
| New York Rangers                                             | Madison Square Garden III | 1926–1968           | 15 000   | 1925      | New York City, NY   |
| Philadelphia Flyers                                          | Wachovia Center First Union Center (1998-2003) CoreStates Center (1996–1998)                                                 | 1996–máig           | 19 519   | 1996      | Philadelphia, PA    |
| Philadelphia Flyers                                          | The Spectrum Wachovia Spectrum (2003-máig) First Union Spectrum (1998–2003) CoreStates Spectrum (1994–1998)                  | 1967–1996           | 17 380   | 1967      | Philadelphia, PA    |
| Pittsburgh Penguins                                          | Consol Energy Center | 2010                | 18 500   | 2010      | Pittsburgh, PA      |
| Pittsburgh Penguins                                          | Mellon Arena Pittsburgh Civic Arena (1961–1999)                                                                              | 1967–máig           | 16 958   | 1961      | Pittsburgh, PA      |
| Északkeleti Divízió                                          | |                     |          |           |                     |
| Csapat                                                       | Csarnok | Használatban        | Férőhely | Megnyitás | Város               |
| Boston Bruins                                                | TD Garden FleetCenter (1995–2005) Shawmut Center (1995)                                                                      | 1995–máig           | 17 565   | 1995      | Boston, MA          |
| Boston Bruins                                                | Boston Garden | 1928–1995           | 14 448   | 1928      | Boston, MA          |
| Boston Bruins                                                | Boston Arena Matthews Arena (1979–máig)                                                                                      | 1924–1928           | 5 900    | 1910      | Boston, MA          |
| Buffalo Sabres                                               | HSBC Arena Marine Midland Arena (1996–1999)                                                                                  | 1996–máig           | 18 690   | 1996      | Buffalo, NY         |
| Buffalo Sabres                                               | Buffalo Memorial Auditorium                                                                                                  | 1970–1996           | 16 230   | 1940      | Buffalo, NY         |
| Montréal Canadiens                                           | Bell Centre Molson Centre (1996–2002)                                                                                        | 1996–máig           | 21 273   | 1996      | Montréal, QC        |
| Montréal Canadiens                                           | Montréal Forum | 1926–1996           | 17 959   | 1924      | Montréal, QC        |
| Montréal Canadiens                                           | Mount Royal Arena | 1919–1926           | 10 000   | 1919      | Montréal, QC        |
| Montréal Canadiens                                           | Jubilee Arena | 1909–1919           | 3 000    | 1908      | Montréal, QC        |
| Ottawa Senators                                              | Scotiabank Place Corel Centre (1996–2006) The Palladium (1996)                                                               | 1996–máig           | 19 153   | 1996      | Ottawa, ON          |
| Ottawa Senators                                              | Ottawa Civic Centre | 1992–1996           | 10 575   | 1968      | Ottawa, ON          |
| Toronto Maple Leafs (Toronto St. Patricks) (Toronto Arenas)  | Air Canada Centre | 1999–máig           | 18 819   | 1999      | Toronto, ON         |
| Toronto Maple Leafs (Toronto St. Patricks) (Toronto Arenas)  | Maple Leaf Gardens | 1931–1999           | 15 837   | 1931      | Toronto, ON         |
| Toronto Maple Leafs (Toronto St. Patricks) (Toronto Arenas)  | Mutual Street Arena Arena Gardens (1912–1932)                                                                                | 1917–1931           | 7 500    | 1912      | Toronto, ON         |
| Délkeleti Divízió                                            | |                     |          |           |                     |
| Csapat                                                       | Csarnok | Használatban        | Férőhely | Megnyitás | Város               |
| Atlanta Thrashers                                            | Philips Arena | 1999–máig           | 18 750   | 1999      | Atlanta, GA         |
| Carolina Hurricanes (Hartford Whalers) (New England Whalers) | RBC Center Raleigh Entertainment and Sports Arena (1999–2002)                                                                | 1999–máig           | 18 730   | 1999      | Raleigh, NC         |
| Carolina Hurricanes (Hartford Whalers) (New England Whalers) | Greensboro Coliseum | 1997–1999           | 21 273   | 1959      | Greensboro, NC      |
| Carolina Hurricanes (Hartford Whalers) (New England Whalers) | Springfield Civic Center MassMutual Center (2005–máig)                                                                       | 1978–1980           | 6 679    | 1972      | Springfield, MA     |
| Carolina Hurricanes (Hartford Whalers) (New England Whalers) | Hartford Civic Center | 1980–1997 1975–1978 | 15 635   | 1975      | Hartford, CT        |
| Florida Panthers                                             | BankAtlantic Center Office Depot Center (2002–2005) National Car Rental Center (1998–2002) Broward County Civic Arena (1998) | 1998–máig           | 19 250   | 1998      | Sunrise, FL         |
| Florida Panthers                                             | Miami Arena | 1993–1998           | 14 696   | 1988      | Miami, FL           |
| Tampa Bay Lightning                                          | Amalie Arena Tampa Bay Times Forum (2012–2014) St. Pete Times Forum (2002–2012) Ice Palace (1996–2002)                       | 1996–máig           | 19 758   | 1996      | Tampa, FL           |
| Tampa Bay Lightning                                          | Thunderdome Tropicana Field (1996–máig) Florida Suncoast Dome (1990–1993)                                                    | 1993–1996           | 26 000   | 1990      | St. Petersburg, FL  |
| Tampa Bay Lightning                                          | Expo Hall | 1992–1993           | 10 425   |           | Tampa, FL           |
| Washington Capitals                                          | Verizon Center MCI Center (1997–2006)                                                                                        | 1997–máig           | 18 672   | 1997      | Washington          |
| Washington Capitals                                          | US Airways Arena Capital Centre (1973–1993, 1997–2002) USAir Arena (1993–97) US Airways Arena (1997)                         | 1974–1997           | 18 130   | 1973      | Landover, MD        |

## Nyugati Főcsoport
| Nyugati Főcsoport                                     | |              |          |           |                  |
| Központi Divízió                                      | |              |          |           |                  |
| Csapat                                                | Csarnok | Használatban | Férőhely | Megnyitás | Város            |
| Chicago Blackhawks (Chicago Black Hawks)              | United Center | 1994–máig    | 20 500   | 1994      | Chicago, IL      |
| Chicago Blackhawks (Chicago Black Hawks)              | Chicago Stadium | 1929–1994    | 17 317   | 1929      | Chicago, IL      |
| Chicago Blackhawks (Chicago Black Hawks)              | Chicago Coliseum | 1926–1929    | 6 000    | 1899      | Chicago, IL      |
| Columbus Blue Jackets                                 | Nationwide Arena | 2000–máig    | 18 136   | 2000      | Columbus, OH     |
| Detroit Red Wings (Detroit Falcons) (Detroit Cougars) | Little Caesars Arena                                                                                                   | 2017–        | 20 000   | 2017      | Detroit, MI      |
| Detroit Red Wings (Detroit Falcons) (Detroit Cougars) | Joe Louis Arena | 1979–2017    | 20 066   | 1979      | Detroit, MI      |
| Detroit Red Wings (Detroit Falcons) (Detroit Cougars) | Detroit Olympia | 1927–1979    | 16 700   | 1927      | Detroit, MI      |
| Detroit Red Wings (Detroit Falcons) (Detroit Cougars) | Border Cities Arena Windsor Arena (1928–máig)                                                                          | 1926–1927    | 3 600    | 1924      | Windsor, ON      |
| Nashville Predators                                   | Bridgestone Arena Nashville Arena (1996–1999, 2007) Gaylord Entertainment Center (1999–2007) Sommet Center (2007–2010) | 1998–máig    | 17 113   | 1996      | Nashville, TN    |
| St. Louis Blues                                       | Scottrade Center Savvis Center (2000–2006) Kiel Center (1994–2000)                                                     | 1994–máig    | 19 022   | 1994      | St. Louis, MO    |
| St. Louis Blues                                       | St. Louis Arena The Checkerdome (1977–1983)                                                                            | 1967–1994    | 20 000   | 1929      | St. Louis, MO    |
| Északnyugati Divízió                                  | |              |          |           |                  |
| Csapat                                                | Csarnok | Használatban | Férőhely | Megnyitás | Város            |
| Calgary Flames (Atlanta Flames)                       | Pengrowth Saddledome Canadian Airlines Saddledome (1996–2000) Olympic Saddledome (1983–1996)                           | 1983–máig    | 19 289   | 1983      | Calgary, AB      |
| Calgary Flames (Atlanta Flames)                       | Stampede Corral | 1980–1983    | 7 424    | 1950      | Calgary, AB      |
| Calgary Flames (Atlanta Flames)                       | Omni Coliseum | 1972–1980    | 15 278   | 1972      | Atlanta, GA      |
| Colorado Avalanche (Québec Nordiques)                 | Pepsi Center | 1999–máig    | 18 007   | 1999      | Denver, CO       |
| Colorado Avalanche (Québec Nordiques)                 | McNichols Sports Arena                                                                                                 | 1995–1999    | 16 061   | 1975      | Denver, CO       |
| Colorado Avalanche (Québec Nordiques)                 | Quebec Coliseum / Colisée de Québec Colisée Pepsi (1999–máig)                                                          | 1972–1995    | 15 399   | 1950      | Quebec város, QC |
| Edmonton Oilers (Alberta Oilers)                      | Rexall Place Skyreach Centre (1998–2003) Edmonton Coliseum (1995–1998) Northlands Coliseum (1974–1995)                 | 1974–máig    | 16 839   | 1974      | Edmonton, AB     |
| Edmonton Oilers (Alberta Oilers)                      | Edmonton Gardens | 1972–1974    | 7 200    | 1913      | Edmonton, AB     |
| Minnesota Wild                                        | Xcel Energy Center | 2000–máig    | 18 064   | 2000      | Saint Paul, MN   |
| Vancouver Canucks                                     | General Motors Place 2010-es téli olimpia alatt                                                                        | 1995–máig    | 18 630   | 1995      | Vancouver, BC    |
| Vancouver Canucks                                     | Pacific Coliseum | 1970–1995    | 16 150   | 1967      | Vancouver, BC    |
| Csendes-óceáni Divízió                                | |              |          |           |                  |
| Csapat                                                | Csapat | Használatban | Férőhely | Megnyitás | Város            |
| Anaheim Ducks (Mighty Ducks of Anaheim)               | Honda Center Arrowhead Pond of Anaheim (1993–2006) Anaheim Arena (1993)                                                | 1993–máig    | 17 174   | 1993      | Anaheim, CA      |
| Dallas Stars (Minnesota North Stars)                  | American Airlines Center                                                                                               | 2001–máig    | 18 532   | 2001      | Dallas, TX       |
| Dallas Stars (Minnesota North Stars)                  | Reunion Arena | 1993–2001    | 17 001   | 1980      | Dallas, TX       |
| Dallas Stars (Minnesota North Stars)                  | Metropolitan Sports Center                                                                                             | 1967–1993    | 15 000   | 1967      | Bloomington, MN  |
| Los Angeles Kings                                     | Crypto.com Arena | 1999–máig    | 18 118   | 1999      | Los Angeles, CA  |
| Los Angeles Kings                                     | Great Western Forum The Forum (1967–1988, 2003–máig)                                                                   | 1967–1999    | 16 005   | 1967      | Inglewood, CA    |
| Arizona Coyotes Phoenix Coyotes (Winnipeg Jets)       | Gila River Arena (2014–) Jobing.com Arena (2006–2014) Glendale Arena (2003–2006)                                       | 2003–        | 17 799   | 2003      | Glendale, AZ     |
| Arizona Coyotes Phoenix Coyotes (Winnipeg Jets)       | America West Arena US Airways Center (2006–máig)                                                                       | 1996–2003    | 16 210   | 1992      | Phoenix, AZ      |
| Arizona Coyotes Phoenix Coyotes (Winnipeg Jets)       | Winnipeg Arena | 1972–1996    | 15 393   | 1955      | Winnipeg, MB     |
| San Jose Sharks                                       | HP Pavilion at San Jose Compaq Center at San Jose (2001–2002) San Jose Arena (1993–2001)                               | 1993–máig    | 17 496   | 1993      | San Jose, CA     |
| San Jose Sharks                                       | Cow Palace | 1991–1993    | 11 089   | 1941      | Daly City, CA    |

## Visszavonult csapatok
| Visszavonult csapatok csarnokai                                                                                          |                        |              |          |           |                  |
| Csapat(éveik az NHL-ben)                                                                                                 | Csarnok                | Használatban | Férőhely | Megnyitás | Város            |
| Brooklyn Americans (1941–1942) (New York Americans) (1925–1941)                                                          | Madison Square Garden  | 1925–1942    | UNK      | 1925      | New York, NY     |
| Cleveland Barons (1976–1978) (California Golden Seals) (1970–1976) (Oakland Seals) (1967–1970) (California Seals) (1967) | Coliseum at Richfield  | 1976–1978    | 18 544   | 1974      | Richfield, OH    |
| Cleveland Barons (1976–1978) (California Golden Seals) (1970–1976) (Oakland Seals) (1967–1970) (California Seals) (1967) | Oakland Coliseum Arena | 1967–1976    | 14 200   | 1966      | Oakland, CA      |
| (Hamilton Tigers) (1920–1925) (Quebec Bulldogs) (1919–1920)                                                              | Barton Street Arena    | 1920–1925    | 4 500    | 1910      | Hamilton, ON     |
| (Hamilton Tigers) (1920–1925) (Quebec Bulldogs) (1919–1920)                                                              | Quebec Skating Rink    | 1919–1920    | 2 000    | 1910      | Quebec City, QC  |
| Philadelphia Quakers (1930–1931) (Pittsburgh Pirates) (1925–1930)                                                        | Philadelphia Arena     | 1930–1931    | 4 000    | 1920      | Philadelphia, PA |
| Philadelphia Quakers (1930–1931) (Pittsburgh Pirates) (1925–1930)                                                        | Duquesne Gardens       | 1925–1930    | 6 500    | 1890      | Pittsburgh, PA   |
| Montréal Maroons (1924–1938)                                                                                             | Montréal Forum         | 1924–1938    | 17 959   | 1924      | Montréal, QC     |
| Montréal Wanderers (1917–1918)                                                                                           | Montréal Arena         | 1917–1918    | 6 000    | 1898      | Montréal, QC     |
| St. Louis Eagles (1934–1935) (Ottawa Senators) (1917–1934)                                                               | St. Louis Arena        | 1934–1935    | 20 000   | 1929      | St. Louis, MO    |
| St. Louis Eagles (1934–1935) (Ottawa Senators) (1917–1934)                                                               | Ottawa Auditorium      | 1923–1934    | 10 000   | 1923      | Ottawa, ON       |
| St. Louis Eagles (1934–1935) (Ottawa Senators) (1917–1934)                                                               | Dey's Arena            | 1917–1923    | 7 000    | 1907      | Ottawa, ON       |